# David Heiligers

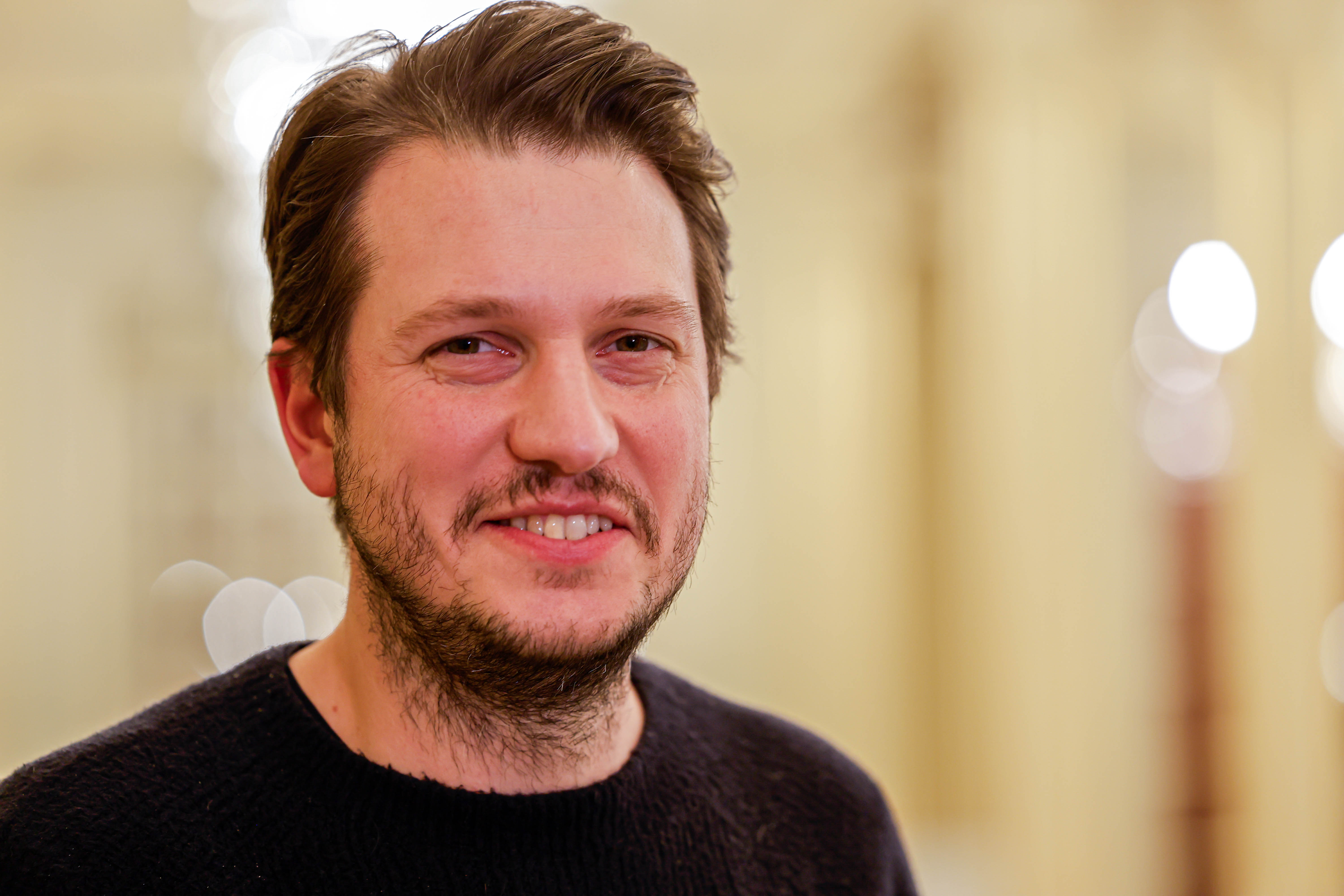
David Heiligers (2023)

David Georg Heiligers (* 1984 in Karlsruhe) ist ein deutscher Dramaturg und Theaterregisseur.

## Leben
David Heiligers studierte Theaterwissenschaft, Neuere Deutsche Literatur, Psychologie und Spanisch an der Ludwig-Maximilians-Universität in München. Er war zwei Jahre lang fester Regieassistent am Münchner Volkstheater und ein Jahr am Maxim-Gorki-Theater in Berlin. An beiden Theatern entstanden eigene Regiearbeiten. Als Dramaturg war er an den Münchner Kammerspielen engagiert, wo er mit Regisseuren wie Armin Petras, Lilja Rupprecht und Christian Stückl zusammenarbeitete. Dort entstand auch seine Inszenierung Wunschkonzert von Franz Xaver Kroetz. Seit 2015 gehört er als Dramaturg dem Deutschen Theater Berlin an. In Berlin arbeitete er kontinuierlich mit Anne Lenk, Jan Bosse, Ulrich Rasche, Thom Luz, Stephan Kimmig und Daniela Löffner zusammen.